# مارفين تورفيتش
مارفين تورفيتش (بالفرنسية: Marvin Torvic)‏ (5 يناير 1988 بغويانا الفرنسية في فرنسا - ) هو لاعب كرة قدم فرنسي في مركز قلب الدفاع. شارك مع منتخب غويانا الفرنسية لكرة القدم. أما مع النوادي، فقد لعب مع نادي لوريان ونادي نورنبرغ وTSV 1860 Rosenheim ‏ وPalloseura Kemi Kings ‏ وUS Sinnamary ‏.

## روابط خارجية
- مارفين تورفيتش على موقع قاعدة بيانات كرة القدم.إي يو (الإنجليزية)
- مارفين تورفيتش على موقع ناشيونال فوتبول تيمز (الإنجليزية)
- مارفين تورفيتش على موقع Soccerway.com (الإنجليزية)